# 寬明
寬明，他他拉氏，满洲正红旗人。清朝官员，翻译进士出身。

## 生平[1]
嘉庆壬戌科翻译举人，癸亥科翻译进士。历任工部虞都司主事、员外郎，云南司郎中，国史馆撰修，嘉庆乙亥年钦差，杀虎、德胜口税务监督，道光壬午科翻译会试同考官，内阁侍读学士，通政司副使，光禄寺正卿，太仆寺正卿等职。

## 家族
族亲松齡，乾隆辛巳科进士，官巴里坤办事大臣；善聰，乾隆丙戌科进士；文寧（又文幹），乾隆甲辰科进士，官至巡抚；侄子廣旉，道光癸巳科进士。